# 美咲沙耶
美咲 沙耶（みさき さや、1985年9月17日 - ）は、日本の元AV女優。トータルワークス所属。

## 人物
あどけない顔つきと、それに似合わぬ程よく垂れた軟乳が魅力のロリ系女優。
北海道日本ハムファイターズのファンであることから、かつて日本ハムの監督を長く務めた大沢啓二にちなみ、またルックスに似合わず「経験人数200人」や「酒好き」を豪語するキャラクターから『親分』という愛称が付いた。ちなみに、高校時代は生徒会副会長の職務をきっちり果たしていたため、後輩からの信頼は厚かった。また、AVデビュー時は地元TSUTAYAの成人向けコーナーで彼女の特集が組まれるなど、AV女優としてかなり期待をされていた。
また、2ちゃんねるにある自分のスレッドにトリップ付で書き込みも行っていた。

## 略歴
- 2005年に『新人×ギリモザ 初ごっくん/大量潮吹き/おしっこまでしちゃったよー（>_<）』でエスワン専属女優としてAVデビュー。のちにMOODYZ専属女優になる。
- 2006年6月からはさまざまな企画作品に出演するようになる。
- 2007年の7月6日に自殺したとする噂が存在した[2]。AV監督の荒井禎雄は自身のブログでこの噂に触れ、AV業界では生存説よりも自殺説が信じられているとした[2]。自殺したとされる日の1週間ほど前に荒井は美咲のAV撮影の監督をしていたが、美咲が個人的な悩みにより突然泣き出してしまい、一時撮影を中断する出来事があったという[2]。また荒井は、自殺説は人間関係をリセットするために本人が流した虚偽だとする見解もあるとして、個人的には「生きているという情報を信じたい」とも述べている[2]。
- 2007年7月3日のブログには「最近トリプルくらいで悩みすぎてて、blog更新する元気がなかったのよ。暗いblogは嫌だからさ。」と記されていた[3]。

## 出演作品

### エスワン
- 新人×ギリモザ 初ごっくん/大量潮吹き/おしっこまでしちゃったよー（>_<）（2005年4月11日、KINGDOM）[4]
- ギリギリモザイク カワイイ女の娘のザーメンとセックス（2005年5月19日、KINGDOM）[4]
- ギリギリモザイク セックス中毒どスケベ女（2005年6月7日、[JO]style）[4]
- ギリギリモザイク おまんこスペシャル（2005年7月7日、サバス堀中）[4]
- ギリギリモザイク 舐めまくり淫乱秘書（2005年8月7日、TAKE4）[4]
- ギリギリモザイク イカセ10本番!（2005年9月7日、菊淋）[4]
- ギリギリモザイク ギリギリモザイク（2005年10月7日、Jan.B.Shimano）[4]

### MOODYZ
- 近親相姦実話体験～もてあそばれたムチムチ娘～（2005年11月1日、KINGDOM）[1]
- 無限中出し（2005年12月1日、廣亜）[1]
- 理想のメイド ～巷でウワサの派遣メイド倶楽部～（2006年1月1日、TAKE4）[1]
- ゴックンくらぶ12（2006年2月1日、らくだ）[1]
- 使い捨てM奴隷30（2006年3月1日、シバト太陽）[1]
- アナル調教&羞恥（2006年4月1日、速水健二）[1]
- フィストファック（2006年5月13日、桜吹雪）[1]
- MOODYZファン感謝祭 バコバコバスツアー2007（2007年5月1日、モヒカル）

### タカラ映像
- MAZO SLAVE 淫乱M女中出し奴隷（2006年6月8日、安室零）[5]
- 変態秘書～ポルチオ絶頂（2006年7月6日、アイスマン落合）[5]
- いやしの淫語 チ○ポマ○コ。（2006年9月7日、安室零）[5]
- 犯された中出し美少女（2007年1月5日、村西とおる）[5]
- ムラニシクリニック 美咲沙耶痙攣絶頂（2007年2月8日、村西とおる）[5]
- W淫語生活（2007年6月20日）

### オーロラ・プロジェクト
- 感じやすい制服（2006年6月10日）[6]
- Real Heart（2006年6月10日）[6]

### 隼エージェンシー
- レイプ中出し（2006年7月10日、白田隆吉）[7]
- 愛しのフェラチーオIV 17人のザーメン中毒（2006年9月10日）他16名出演[7]
- フェラコレ2006秋（2006年10月10日）[7]
- こだわりの手コキ 4時間SP II 40人のハンドメイド（2006年11月11日）他39名出演[7]
- オナニスト 第15章（2006年12月10日）[7]
- フェラコレ2007冬SP（2007年1月13日）[7]
- こだわりの手コキ 4時間SP 5 30人のハンドメイド （2007年8月11日）他29名出演 [7]
- オナニスト ［第十八章］（2007年9月8日）[7]

### トータル・メディア・エージェンシー
- アスリートレイプ（2006年7月14日、椿原久平）[8]
- 涼宮ハヒルの憂鬱（2006年12月15日、当麻達也）※友情出演[8]
- ロゼーン・メイデン（2007年8月10日）
- 縞パン・ニーソックス 4時間（2007年10月19日）

### 桃太郎映像出版
- 中出しスペシャル（2006年12月7日）[9]

### ゴーゴーズ
- 女子校生 拉致、監禁。 .08 美咲沙耶（2007年1月17日）[10]

### ネクストグループ
- モロ出し水中運動会 3（2006年12月20日、イマージュ）
- もしも合コンにAV女優が混じったら 2（2006年12月20日、アレックス）
- THE KING GAME 2 (2007年1月20日、アレックス）
- ハーレムギャル温泉（2007年1月20日、ジェイモデル）
- 巨乳精子バンク（2007年8月20日、イマージュ）

### ソフト・オン・デマンドグループ
- 美少女学園の皆さ～ん!勝負!女子校生VS女教師「イカせあいBATTLE」です。（2007年5月17日、LADY×LADY）
- ロリータ 黒人ミサイル 04（2007年7月19日、アイエナジー）

### ドグマ
- 年下の女の子に叱られたら勃っちゃった。（2007年4月19日）- 監督:二村ヒトシ
- Mドラッグ未満 美咲沙耶（2007年7月19日）- 監督:TOHJIRO

### アウダースジャパン
- 嬢様とメイドの禁断な関係Ⅱ（2007年8月3日）
- DOKIレズ13（2007年8月3日）…

### アイデアポケット
- IP OFFICE（2007年7月1日）
- FELLATIO FESTIVAL 6（2007年8月1日）

### その他
- エロエロパーティ（2007年4月25日、しのだプロジェクト）
- 浴衣陵辱（2007年5月31日、笠倉出版社）オムニバス作品
- 伊賀VS甲賀 くノ一戦勇記（2007年6月29日、笠倉出版社）
- 黒人中出し21連発 [保育士 美咲沙耶]（2007年7月13日、カルマ）
- 近親相姦中出し3 5人の近親中出し物語（2007年7月19日、ミスター・インパクト）
- 犯られた人妻たち 第7章 中出しされる5人の人妻（2007年7月20日、Nadeshiko）
- 憧れの同級生の体をゲットした深町君のHなイタズラ（2007年9月22日、グローリークエスト）
- KISS MANIA キスマニア Vol.5（2008年2月19日、ミスター・インパクト）

## 再発売作品・総集編など

### エスワン
- ウブなセックスたっぷり見せちゃうぞ（2005年12月19日）
- ザーメン大好き ぜ～んぶごっくんしてあげる（2006年5月7日）
- 濃厚ザーメン たっぷり顔射4時間!2（2007年1月19日）

### MOODYZ
- ハイパーデジタルモザイク生中出し (2006年5月1日）
- 使い捨てM奴隷Collection（2006年5月13日）
- アナル舐め 12人4時間（2006年7月1日）
- 放尿・おもらし3時間（2006年8月1日）
- アナルファック4時間（2006年10月1日）
- フィストファック4時間（2006年10月13日）
- ごっくん4時間（2006年11月13日）

### タカラ映像
- 中出しベスト20人4時間（2006年9月7日）
- デジタルフェラチオ20人（2006年11月16日）

### 隼エージェンシー
- 巨乳中出し240 XI（2006年8月10日）
- 巨乳レイプ4時間 第9章（2006年12月10日）
- 女教師レイプ III（2007年8月11日）

### トータル・メディア・エージェンシー
- 巨乳でまたがってしてあげる（2006年7月14日）

## イメージビデオ
- エスマン（2005年7月22日、イーネット・フロンティア）
- 美咲沙耶 見られたくて!（2005年11月25日、ビーエムドットスリー）

### テレビドラマ
- 土曜ワイド劇場 混浴露天風呂連続殺人 25 （2006年1月21日、テレビ朝日）

## その他の仕事
本人のブログによれば、デビュー作発売前の2005年1月21日・22日・23日・27日と2月19日に、『裏探偵ファイル』でストリーミング配信（リアルタイム動画配信）をしていた。